# Flor-de-Lis (banda)
Flor de Lis é um grupo musical português, que foi o vencedor do Festival RTP da Canção de 2009.

## História
Os Flor de Lis nasceram em 2008, dando vida a um projeto musical com raízes na música popular e folclórica portuguesa, mas com influências de músicas populares do mundo, sendo mais evidentes as influências da América Latina, África e Médio Oriente.
Em 2009 participaram no Festival RTP da Canção, vindo a ganhar com a canção Todas as Ruas do Amor.  Tornaram-se assim no representante escolhido por Portugal para representar o país, em Moscovo, no Festival Eurovisão da Canção 2009, participaram na primeira semifinal no dia 12 de maio, tendo conseguido um lugar para a final no dia de 16 de maio.
Na final do Festival o grupo ficou no 15.º lugar, obtendo 57 pontos.
O álbum "Signo Solar" foi lançado em abril de 2010. O grupo tinha como fio condutor a música popular portuguesa e o folclore português como principal influência. No ano seguinte foi lançada uma edição limitada com algumas faixas extra.
Os Flor de Lis editaram em 2013 o single "Cinema Paraíso" e em 2014 o single "Dona Rosa". O período que se seguiu representou uma pausa nas composições e o grupo centrou-se em atuações ao vivo para a interpretação dos temas já editados.
De volta à edição em 2020 com uma estética renovada e uma evolução no som, a banda mantém praticamente a formação de base: Daniela Varela na voz, José Camacho nas guitarras, Vasco Corisco no baixo e Pedro Marques na percussão e bateria, bem como alguns músicos convidados, como Inês Vaz no acordeão ou Bruno Vicente nas guitarras.
A banda mantém a sua atividade regular com concertos ao vivo e composição musical.

## Discografia
Álbuns
- Signo Solar (2010)

Singles
- Todas as Ruas do Amor (2009)
- Lisboa Tropical (2010)
- Maria (2011)
- Ritmo do Mundo (2012)
- Cinema Paraíso (2013)
- Dona Rosa (2014)
- Amores Assim (2020)
- Acontecer (2020)
- Pode Chover um Poema (2020)
- Pretérito Imperfeito (2020)

## Membros
- Daniela Varela - voz
- José Camacho - guitarras, guitarra portuguesa
- Pedro Marques - bateria/ percussão
- Vasco Corisco - baixo